# Ramiro de León Carpio
Ramiro de León Carpio (Nueva Guatemala de la Asunción, 12 de enero de 1942 - Miami, 16 de abril de 2002) fue un político guatemalteco que se desempeñó como presidente de Guatemala desde el 6 de junio de 1993 hasta el 14 de enero de 1996.
Fue designado en el cargo por el Congreso de Guatemala, sin estar afiliado por ningún partido político, luego de la destitución de Jorge Serrano Elías. Durante su mandato se hicieron reformas a la Constitución de Guatemala y se depuró el Congreso.
Ramiro de León Carpio murió el 16 de abril de 2002 en la ciudad estadounidense de Miami, Florida.

## Vida profesional
Nacido el 12 de enero de 1942 en la ciudad de Guatemala, primo de Jorge Carpio Nicolle. Licenciado en Ciencias Jurídicas y Sociales en la especialidad de Derecho Constitucional. Fue abogado y notario.
Entre sus actividades estudiantiles figura el haber sido presidente de la Asociación de Estudiantes de la Universidad Rafael Landívar durante el período de 1968-69. Director de la revista Cara Parens y del periódico Sol Landivariano.
Entre sus actividades docentes cabe destacar la de catedrático de Derecho Constitucional, de Derecho Constitucional Comparado, de Introducción al Derecho y de Ciencias Políticas en la citada Universidad.

## Vida política
De 1967-69 fue asesor de la Sección del Mercado Común en el Ministerio de Economía. Secretario general del Consejo de Estado de 1970-74 y gerente general de la Asociación de Azucareros de Guatemala 1981-83.

Logotipo del partido Unión del Centro Nacional, Partido fundado en 1983 por Jorge Carpio Nicolle y Ramiro de León Carpio

En el ámbito político fue fundador y candidato a la Vicepresidencia del partido Unión del Centro Nacional (UCN) del que fue primer secretario general de 1983-86, partido del que posteriormente se desvinculó. Fue diputado y presidente de la Asamblea Nacional Constituyente de 1984-86.
Fue asimismo presidente de la "Comisión de los Treinta" que discutió y aprobó el Proyecto de Constitución de 1984 al 86.
Fue fundador y presidente del Instituto de Investigación y Capacitación Atanacio Tzul (ICAT); presidente del Consejo de la Sociedad Civil Centroamericana para la Paz (COCEPAZ) Como Procurador de los Derechos Humanos, cargo que desempeñó hasta ocupar la presidencia del país, fue agudo crítico del ejército de Guatemala, al que responsabilizó por numerosos crímenes y la represión secular en ese país istmeño.

## Gobierno (1993-1996)

De izquierda a derecha Rafael Ángel Calderón Fournier, Alfredo Cristiani, Ramiro de León Carpio, Bill Clinton, Violeta Chamorro, Guillermo Endara, Rafael Leonardo Callejas y Manuel Esquivel

El 25 de mayo de 1993, el presidente Jorge Serrano Elías encabezó un autogolpe de Estado, un golpe de Estado llevado a cabo por alguien o algunos miembros del gobierno del país, que disolvió la Constitución y el Congreso Nacional con el aparente apoyo del ejército. Además, ordenó la detención de De León, quien evitó ser arrestado al escapar por los tejados de las casas adyacentes y luego pudo enviar una condena al golpe. En medio de protestas y la suspensión de la ayuda extranjera, el 1 de junio, Serrano se vio obligado a huir del país. El ejército quería instalar al conservador Gustavo Espina, vicepresidente de Serrano, como nuevo presidente. De León ya lo había acusado de violar la Constitución durante el autogolpe. El 5 de junio, Espina dimitió y, tras un voto de confianza abrumador del Congreso Nacional convocado de nuevo, De León prestó rápidamente juramento como presidente de la Republica hasta el 14 de enero de 1996, el día en que Serrano debía terminar su mandato
En efecto, el 5 de junio de 1993 y conforme al Decreto N° 16-93, el Congreso de Guatemala, procedió a declarar vacante el cargo de Presidente de la República para el período constitucional comprendido del 14 de enero de 1991 al 14 de enero de 1996, y declaró electo Presidente de la República de Guatemala al ciudadano Ramiro de León Carpio, para completar el período que finalizaba el 14 de enero de 1996.
En su gobierno implementó lo que fue el aguinaldo.
De León prometió defender las libertades públicas y el Estado de derecho, avanzar en las negociaciones con la guerrilla y depurar a las fuerzas armadas de sus manzanas podridas. Despidió al ministro de Defensa, general José Domingo García Samayoa, y lo reemplazó por el general Jorge Roberto Perussina Rivera, que había estado implicado en las masacres de los años 80. El 3 de julio, su primo Jorge Carpio Nicolle, que desempeñaba un papel vital en las negociaciones de paz, fue asesinado por derechistas. El 26 de agosto, exigió la renuncia de todos los diputados del Congreso Nacional y de todos los miembros de la Corte Suprema de Justicia. Esto creó una crisis que no se resolvió hasta el 16 de noviembre, con 43 enmiendas a la Constitución de 1985, aprobadas en referéndum el 30 de enero de 1994. El 6 de enero se iniciaron las negociaciones con el grupo guerrillero líder, la URNG, pero esta vez bajo los auspicios tanto de las Naciones Unidas como de la Organización de los Estados Americanos (OEA), y con un papel reducido del ejército guatemalteco en comparación con las negociaciones anteriores. El 29 de marzo firmó el Acuerdo Global sobre Derechos Humanos, que, entre otras cosas, exigía la disolución de las Patrullas Civiles de Autodefensa (PAC), acusadas de estar implicadas en las masacres ocurridas durante la Guerra Civil.
Tanto el asesinato del presidente de la Corte Suprema Eduardo Epaminondas González Dubón el 3 de abril como la masacre de civiles a manos de soldados en Xamán, departamento de Alta Verapaz, el 5 de octubre de 1995, crearon altos niveles de tensión en el país y pusieron a prueba el proceso de paz. Sin embargo, a pesar de estas tensiones, se pudieron celebrar elecciones libres durante el mandato de De León. El 14 de agosto de 1994, se eligieron 80 de los 116 escaños del Congreso Nacional, que era Guatemala, donde los miembros del Congreso normalmente se presentan a las elecciones coincidiendo con las presidenciales. El 12 de noviembre de 1995 se celebraron nuevas elecciones presidenciales y en la segunda vuelta, el 7 de enero de 1996, Álvaro Arzú ganó y sucedió a De León.

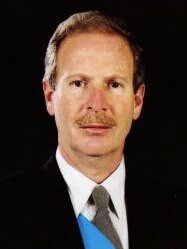
Álvaro Arzú sucedió a de León Carpio como presidente de la Republica

## Post-presidencia
En octubre de 1996, de León se convirtió en diputado del Parlamento Centroamericano. Durante los años siguientes trabajó como asesor internacional y fue monitor electoral de la OEA. En 1999, se unió al Frente Republicano Guatemalteco (FRG) y fue elegido para el Congreso en las elecciones de noviembre. Luego, el 11 de marzo de 2002, renunció a su escaño en el Congreso y al FRG, declarando que deseaba no haber aceptado nunca la invitación de su líder Efraín Ríos Montt para unirse al partido. Su intención era escribir sus memorias y volver a involucrarse en el trabajo internacional. Sin embargo, murió mientras visitaba Miami, Estados Unidos, el 16 de abril de 2002, probablemente de un coma diabético. Se declaró duelo nacional y se le ofreció un funeral de Estado. Se le concedió póstumamente el Gran Collar del Soberano Congreso Nacional.